# 실버 블레이즈
《실버 블레이즈》(Silver Blaze)는 아서 코넌 도일의 56개 셜록 홈즈의 단편 소설중 하나이며, 단편집 《셜록 홈즈의 회상록》의 첫 번째 작품이다.

## 줄거리
《실버 블레이즈》는 유명한 경주마인 실버 블레이즈의 실종과 조련사인 존 스트레이커의 살인사건에 대한 이야기이다.
홈즈와 왓슨이 사건현장인 다트무어 파일랜드에 도착했을 때, 그레고리 경위는 이미 존 스트레이커의 살인 용의자를 체포한 상태였다. 그는 자료수집차 다트무어의 파일랜드에 온 피츠로이 심슨이라는 인쇄업자였다. 그중에는 실버 블레이즈가 참가할 워섹스 컵 경주에 대한 내기도 포함되어 있었다. 그러나 그가 범인이라고 보기에는 이상한 점이 많았다. 예를 드어 말에게 상처를 입히거나 죽이려고 말을 황무지로 끌고 나왔다는 점이다. 마굿간에서 처리하는 편이 훨씬 간단했을 것이다. 그리고 그는 실종된 말을 가지고 있지 않았다. 주위를 샅샅히 조사했지만 어디에서도 말을 발견할 수 없었다. 심슨은 말을 어떻게 한 것일까?

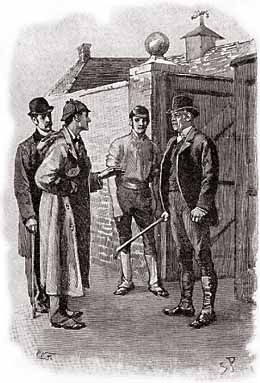
사일러스와 대면 중인 홈즈

셜록 홈즈는 실버 블레이즈와 한 사람의 발자국을 발견하고 왜 경찰이 말을 찾지 못했는지 알아차린다. 홈즈는 실버 블레이즈가 안전하다는 걸 확신하고 사건의 다른 부분을 조사한다.
실버 블레이즈의 죽은 조련사 존 스트레이커는 머리에 치명상을 입고 죽었다. 살인무기는 심슨의 지팡이로 추정되었다. 스트레이커의 손에는 심슨의 넥타이가 있었고, 스트레이커의 외투는 가시금작화 덤불에서 발견되었다. 칼은 범죄현장에서 발견되었는데 작은 날을 가진 매우 정교한 칼이었다. 왓슨은 의사의 경험으로 그 칼은 백내장 수술같이 정교한 수술에 쓰이는 메스라고 말했다. 수술에는 유용하지만 무기로는 별 쓸모가 없었다. 스트레이커는 그 칼로 자신의 다리를 찌른 것 같았다.
실버 블레이즈가 실종되던 날 불침번이었던 네드 헌터는 저녁식사에 들어간 아편에 취했었다. 스트레이커의 집에서 만든 양고기 커리가 저녁으로 제공되었는데 다른 사람은 아무 이상이 없었고 네드 헌터만이 다음날까지 잠에서 깨지 못했다.
스트레이커의 주머니에는 흥미로운 물건들이 있었다. 수지 양초는 어디서 썼을까? 왜 데비셔 씨에게 청구된 22 기니의 여성모자에 대한 청구서를 가지고 있었을까?
개 뿐만 아니라 양들에게도 이상한 점이 있었다. 양치기 소년은 세 마리의 양이 최근 갑자기 다리를 절기 시작했다는 것이다.
홈즈는 런던의 모자 상점을 방문해서 스트레이커의 사진으로 스트레이커가 데비셔라는 것을 확인했다. 이것으로 그의 범행동기는 확실해졌다. 그는 사치스런 정부가 있었고, 그는 돈을 벌기위해 경주 조작을 꾸몄다.
양고기 커리도 실마리였다. 커리의 독특한 향 때문에 아편의 냄새를 맡을 수 없었다. 그리고 심슨은 그날 저녁으로 양고기 커리가 나오는 지 몰랐기 때문에 아편을 넣을 수도 없었다. 그러므로 집안 사람들중 한 명이 범인이고, 그 범인은 바로 스트레이커 자신이었다.
이제 한밤중 개의 이상한 점은 쉽게 설명이 된다. 낯익은 사람이 왔기 때문에 개는 전혀 짖지 않았다. 홈즈는 ”개가 짖지 않았다는 점이 중요하네, 올바른 추론은 다음 추론으로 이어지지. 분명 한밤중의 방문자는 개가 알고 있는 사람이었네. 마굿간에서 실버 블레이즈를 끌고 황무지로 나간 사람은 스트레이커야. 스트레이커가 이렇게 한 이유는 백내장 칼을 사용해 말의 한쪽 발을 약간 절게하기 위해서였네. 그는 말의 발을 묶는데 심슨이 떨어뜨린 심슨의 넥타이를 쓰려고 생각했지. 하지만 말은 위험을 직감하고 뒷발로 조련사의 머리를 차버렸지.
양이 절름발이가 된 이유는 스트레이커가 양을 상대로 연습을 했기 때문이야.”
로스 대령의 최고의 관심사는 실버 블레이즈가 무사히 돌아오는 거였다. 홈즈는 말이 어디 있는지 말하지 않고 워섹스 컵 경주에 경주마 이름을 올리라고만 말했다. 경주에서 실버 블레이즈는 나타났고 우승을 했다. 처음에는 실버 블레이즈의 상징인 하얀 점이 염색되어 있어서 대령이 말을 알아보지 못했다. 홈즈가 전후사정을 차근차근 설명하자 대령, 왓슨 그리고 그레고리 경위는 만족해했다.

## 잡다한 정보
- 그레고리 경위는 작품중 홈즈와 같이 수사한 경찰 가운데 유능한 형사중 한 명이다. 그는 홈즈가 도착하기 전 범죄를 철저히 조사하고 홈즈가 사건 해결에 필요한 증거를 수집한다. 홈즈는 그를 ”매우 훌륭한 경관”이라고 칭하고 한가지 흠은 상상력이 부족하다고 말했다.
- 러시아 번역판에서 커리는 마늘 소스로 대체되었다. 이유는 그 당시 러시아인에게 커리가 생소했기 때문이다.
- 텔레비전 시리즈 《레밍턴 스틸》의 한 에피소드가 《실버 블레이즈》의 내용을 빌려왔다. 로라 홀트가 알아차린 핵심 실마리는 경비견이 침입이 있던 날 밤 짖지 않았다는 것이다. 로라는 경비견이 침입자를 알기 때문이라고 추측했다. 그 침입자는 의뢰자의 부인이며 그녀는 남편을 죽이려고 했다.